# Allgemeinbildender Unterricht (Schweiz)

Prüfung Präsentation VA

An schweizerischen Berufsfachschulen besuchen die Auszubildenden neben der Berufskunde das Fach Allgemeinbildung (allgemeinbildender Unterricht), kurz ABU. Das Fach soll garantieren, dass Berufslernende in ihrer Ausbildungszeit neben dem beruflichen Wissen auch die nötige Allgemeinbildung erwerben.
Das Fach Allgemeinbildung löste mit dem eidgenössischen Rahmenlehrplan 1996 die gefächerte Allgemeinbildung (Fächer: Geschäftskunde, Deutsch, Staats- und Wirtschaftskunde) ab. Der ABU vermittelt allgemeinbildendes Wissen themen- und handlungsorientiert. Dahinter steht die Überzeugung, dass aktuelle komplexe Fragen in einem multidisziplinären Fach adäquater und lernendengerechter behandelt werden können. Zudem wird eine Verbindung von kognitivem, sozialem und moralischem Lernen angestrebt. Die Berufslernenden setzen sich unter Einbezug möglichst vieler Sinne und mit engem Bezug zur persönlichen, beruflichen und gesellschaftlichen Realität mit den wesentlichen Fragen und Problemstellungen der Gegenwart und Zukunft auseinander.

Präsentation VA wird gefilmt

Das Fach ist in zwei Lernbereiche unterteilt: Gesellschaft und Sprache und Kommunikation. Der Lernbereich Gesellschaft ist weiter in die acht Aspekte Ethik, Identität/Sozialisation, Kultur, Ökologie, Politik, Recht, Technologie und Wirtschaft unterteilt. Das im ABU zu vermittelnde Wissen ist in verschiedene, aufeinander folgende Themen gegliedert, welche in jeder Berufsfachschule in einem Schullehrplan (SLP) festgeschrieben sind. Die Themen sind als Ganzes in Form eines spiralförmigen Curriculums (Spiralcurriculum) geordnet. Innerhalb jedes Schullehrplanthemas wird das zu vermittelnde Wissen multidisziplinär von mehreren Aspekten her erarbeitet und erworben und mit dem Lernbereich Sprache und Kommunikation verknüpft. Das zu vermittelnde Wissen folgt damit nicht linear der interdisziplinären Fachlogik bzw. -systematik. Es wird in erster Linie unter entwicklungs- und lernpsychologischen Gesichtspunkten in Form einer Spirale organisiert, so dass Aspekte im Lauf der Lehrzeit mehrmals auf jeweils höherem resp. komplexerem Niveau, wiederkehren.
Der eidgenössische Rahmenlehrplan von 1996 wurde 2006 revidiert, wobei die Ausrichtung eines thematischen, multidisziplinären Unterrichts bewusst beibehalten wurde. Gestärkt wurde der Lernbereich Sprache und Kommunikation und in Zusammenhang mit dem GER (Gemeinsamer Europäischer Referenzrahmen) gestellt.
Der Rahmenlehrplan gilt für die ganze Schweiz, er existiert in drei Sprachversionen (deutsch, französisch, italienisch). In der französischsprachigen Schweiz heisst der ABU Culture générale, in der italienischsprachigen Schweiz Cultura generale.
Die für das multidisziplinäre Fach ABU zuständigen Berufsfachschullehrpersonen werden an der Eidgenössischen Hochschule für Berufsbildung EHB (deutsch-, französisch- und italienischsprachige Schweiz), an der Pädagogischen Hochschule Zürich PHZH oder an der Pädagogischen Hochschule St. Gallen PHSG ausgebildet. Durch den Schweizerischen Verband für allgemeinbildenden Unterricht SVABU werden die standespolitischen Interessen der Lehrpersonen national vertreten.